# ردوبان
ردبان دهستانی در استان آلیکانتهٔ اسپانیا است.
در این دهستان ۶٬۸۲۵ نفر زندگی می‌کنند. مساحت این دهستان ۹٫۴۲ کیلومتر مربع است.